# Părhăuți, Suceava

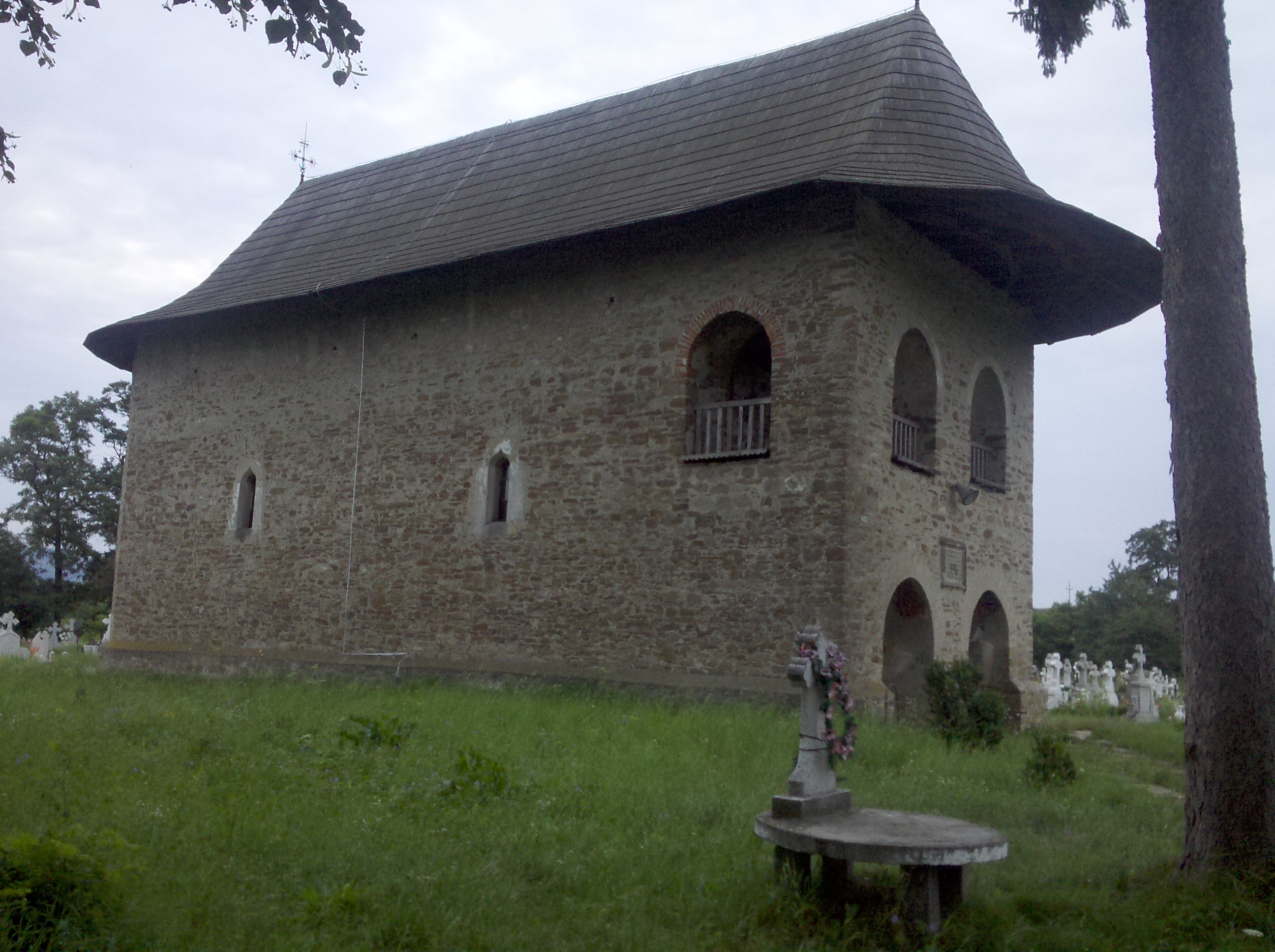
Biserica Duminica Tuturor Sfinţilor Părhăuţi

Părhăuți (germană Parhoutz) este un sat în comuna Todirești din județul Suceava, Bucovina, România.

## Obiective turistice
- Biserica Duminica Tuturor Sfinților din Părhăuți - monument istoric ctitorit de logofătul Gavril Trotușan în 1522

## Recensământul din 1930
Componența etnică a satului Părhăuți
     Români (98,85%)
     Germani (1,14%)
     Altă etnie (0,01%)
Componența confesională a satului Părhăuți
     Ortodocși (99,25%)
     Adventiști de ziua a 7-a (0,55%)
     Altă religie (0,2%)
Conform recensământului efectuat în 1930, populația satului Părhăuți se ridica la 1510 locuitori. Majoritatea locuitorilor erau români (98,85%), cu o minoritate de germani (1,14%). Alte persoane s-au declarat: ruteni (1 persoană). Din punct de vedere confesional, majoritatea locuitorilor erau ortodocși (99,25%), dar existau și adventiști (0,55%). Alte persoane au declarat: evanghelici\luterani (1 persoană), baptiști (1 persoană), romano-catolici (2 persoane).

 Acest articol despre o localitate din județul Suceava este deocamdată un ciot. Puteți ajuta Wikipedia prin completarea lui.